# Grönfjäll
Grönfjäll (sydsamiska: Kroenije) är en by i Västerbottens län, Vilhelmina kommun, cirka 15 km väster om Dikanäs, längs Sagavägen. Det var ett samiskt skatteland. 
Den allra första inflyttaren var troligen ripjägare. Denne tvingades flytta därifrån eftersom han inte hade äganderätt till marken  och det som skulle bli Grönfjäll låg inom kronohemmanet Stennäs "insyningsområde". Stennäs ägdes då i slutet av 1800-talet av Julius Mathias Wikström (1841-1924) . Hans dotter Kristina Juliana (1871-1962) gifte sig 1891 med en dräng på gården, Karl Jonas Anundsson (1865-1940). Vid giftermålet fick de Grönfjäll som utbrutits från Stennäs. De byggde sig ett hus och fick så småningom 10 barn. 